# Dżamoat

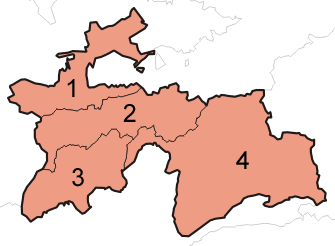
Prowincje w Tadżykistanie

Dżamoat (tadż. Ҷамоат) – jednostka administracyjna trzeciego poziomu w Tadżykistanie, podobna do gminy. Jest ich w tym państwie ponad 400. Dżamoaty się dzielą na miejscowości. Poniżej przedstawiono niektóre z dżamoatów.

## Chodżent
- Chodżent

## Aszt
- Aszt
- Dżarbulak
- Kamisz Kurgan
- Kirkuduk
- Oszoba
- Pongaz
- Punuk
- Szajdan

## Ajni
- Urmetan
- Dardar
- Ajni
- Fondarjo
- Rarz
- Szamtucz
- Anzob
- Zarafszan

## Gafurow
- Utkansoj
- Jowa
- Paktakor
- Hajdar Usmonow
- Gozijon
- Undżi
- Ismoil
- Isfisjor
- Katagan
- Owczi Kalacza
- Kistakuz
- Gafurow (miasto)

## Gonczi
- Jaktan
- Gazantarak
- Mujum
- Owczi
- Daljoni bolo
- Kalininabad
- Rosrowut
- Gonczi (miasto)

## Isfara
- Nawgilem
- Konabad
- Kulkent
- Szahrak
- Czilgazi
- Lakkon
- Surk
- Czorku
- Woruch

## Istarawszan
- Nidżoni
- Frunze
- Kommunizm
- Guli surk
- Poszkent
- Prawda
- Dżawkandak
- Leninobod
- Kalaibaland
- Nofarodż

## Dżabbor Rasulow
- Dehmoj
- Gulakandoz
- Gulkhona
- Proletar
- Usbekuszloku
- Jangihajot

## Konibodom
- Lohuti
- Szaripow
- Hamrabajew
- Ortikow
- Pulatan
- Patar

## Kuhistoni Mastczoh
- Ivan Tadżik
- Langar

## Mastczoh
- Awzikent
- Mastczoch
- Obburdon
- Paldorak
- Takeli
- Buston
- Kuruksoi

## Pandżakent
- Sarazm
- Khurmi
- Amondara
- Kalifa Hassan
- Sudżina
- Jori
- Farob
- Mugijon
- Kosatarosz
- Kołkozczijon
- Rudaki
- Czinor
- Szing
- Woru

## Szahriston
- Szahriston
- Jangikurghon

## Spitamen
- Farmonkurgon
- Kurkat
- Now
- Okuteppa
- Kushtegirmon
- Szahraki Now
- Tagojak

## Zafarobod
- Dżomi
- Rawszan
- Hamid Aliew
- Zafarobod
- Mehnatobod

## Duszanbe
- Duszanbe

## Faizobod
- Buston
- Chaszmaszor
- Faizobod
- Gumbuloku
- Jawonon
- Miskinobod
- Kualaidaszt
- Szahraki Faizobod
- Wiszgard

## Hisar (dystrykt)
- Almosi
- Dehkuonobod
- Durbat
- Hisar
- Karamkul
- Khonako
- Khonakohikuhi
- Mirzo Rizo
- Nawobod
- Szarora

## Jirgatol
- Alga
- Jirgatol
- Kashot
- Liakszh
- Muksu
- Pildon
- Surkhob
- Jangi Szkhar

## Nurobod
- Darband
- Hakimi
- Humdon
- Komsomolobod
- Mujiharf
- Nawdonak
- Nurobod
- Samsolik
- Jakhak-Just

## Askhalon
- Askhalon
- Gharm
- Hijborak
- Hoit
- Jafr
- Kalai Surkh
- Kalanak
- Kaznok
- Nawdi
- Nawobod
- Obi Mehnat
- Rahimzoda
- Tagoba
- Jasman

## Roghun
- Kuadiob
- Sicharog

## Rudaki
- Chorteppa
- Guliston
- Ispeszak
- Kiblai
- Kuktosz
- Kusztepin
- Lohur
- Okurgan
- Rohati
- Sardorow Karakhan
- Somonijon
- Sultonobod
- Tojikiston
- Zainabobod

## Szahrinaw (dystrykt)
- Boghiston
- Chuzi
- Hasanow
- Oktiabr
- Sabo
- Selbur
- Szahrinaw

## Tawildara (dystrykt)
- Childara
- Sangwor
- Tawildara

## Tojikobod
- Langariszo
- Nuszor
- Kualailabiob
- Szirinchaszma
- Shogadoew

## Tursunzoda (dystrykt)
- Garaw
- Jura Rahmonow
- Nawobod
- Pahtaobod
- Perwomaj
- Kuaratog
- Rabot
- Seszanbe
- Solagii Istikulol

## Wahtad
- Bahor
- Chorsu
- Chujangaron
- Eksiguzar
- Karasu
- Khojabajkul
- Kofarnihon
- Romit
- Simiganj
- Jangibozor

## Warzob (dystrykt)
- Aini
- Chorbogh
- Dehmalik
- Luchob
- Warzobkuala
- Ziddi

## Bochtar
- Bochtar

## Baljuwon
- Baljwon
- Dektur
- Sarikhosor
- Satalmusz
- Tojikiston

## Bohhtar
- Avangard
- Bokhtariyon
- Bustonkuala
- Ismoili Somoni
- Kalnin
- Mehnatobod
- Nawbahor
- Zargar

## Chorog
- Chorog

## Darwoz
- Nulwand
- Kualauikium
- Sagridaszt
- Wiskharw

## Iszkoszim
- Andarob
- Brang
- Inkoszim
- Pitob
- Kuozidech
- Szitkharaw
- Zong

## Murgob
- Alichur
- Gajo Berdiew
- Karakul
- Murgob
- Kuazlirabot
- Rangkul